# Schlägel und Eisen

Schlägel und Eisen

Schlägel und Eisen ist ein international gebräuchliches Symbol für den Bergbau. Schlägel und Eisen war im historischen Bergbau das wichtigste Gezähe des Bergmanns.

## Die Werkzeuge

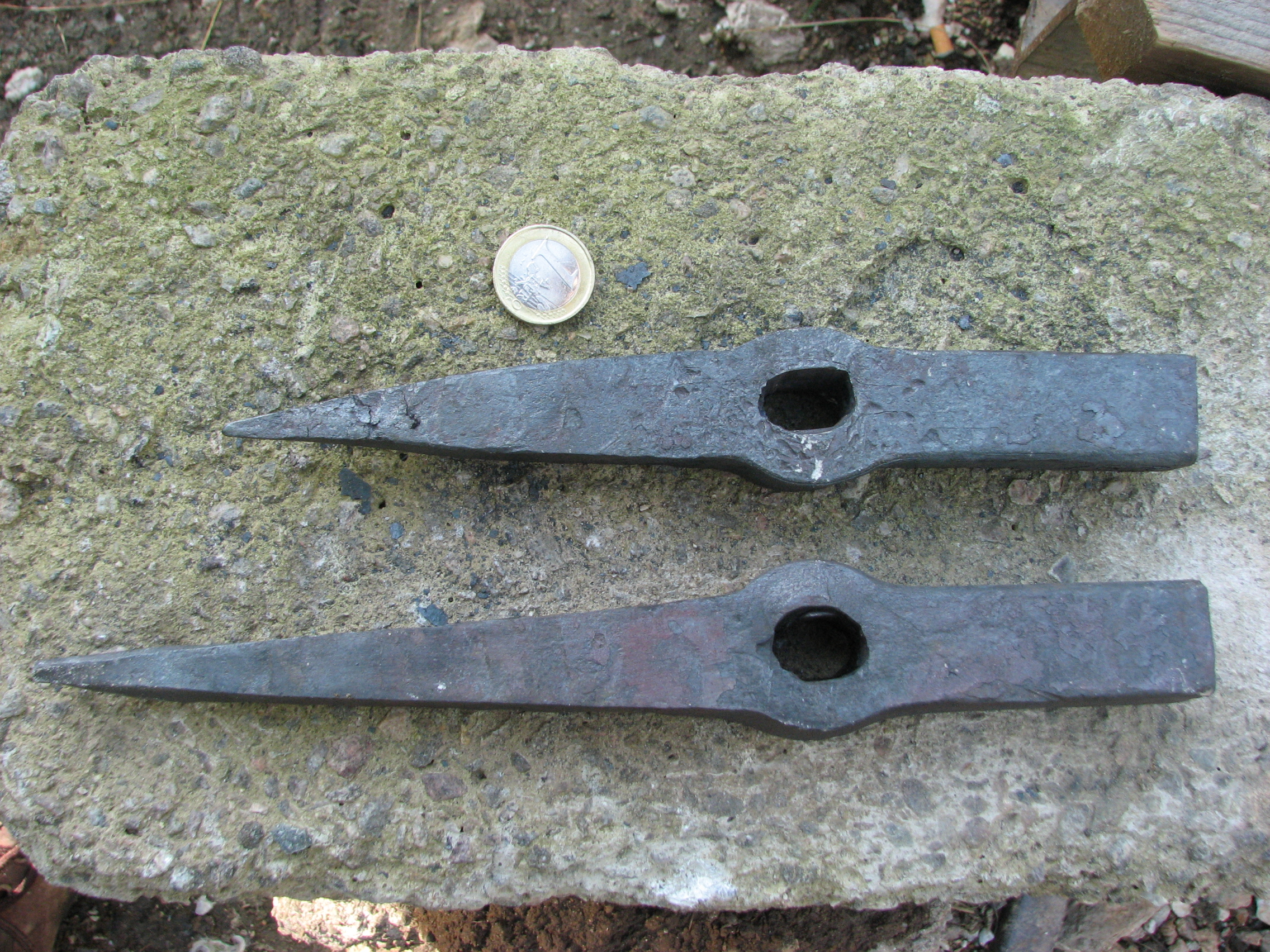
Nachgeschmiedete Bergeisen (Sumpfeisen)
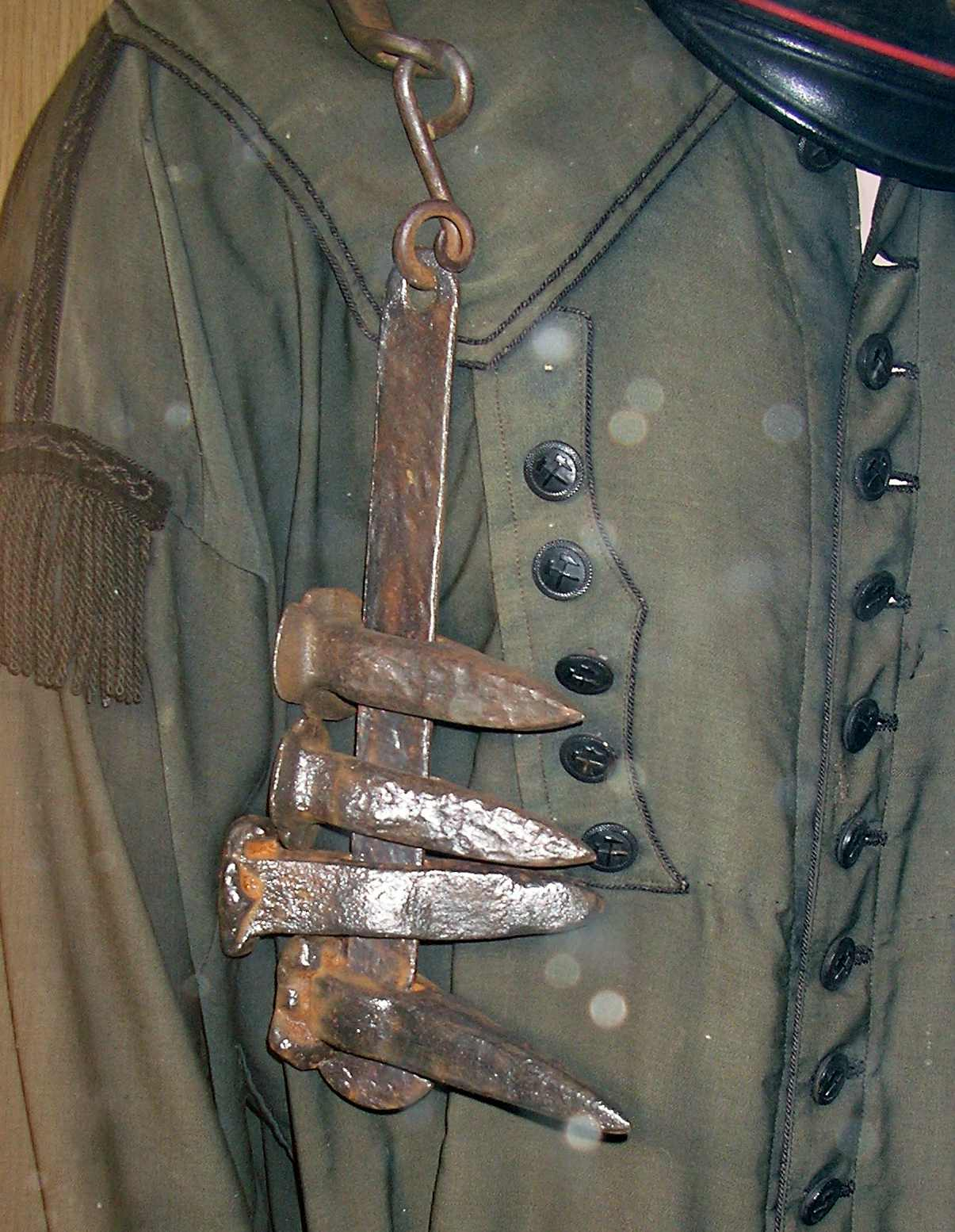
Detail: Vier von acht Bergeisen an Eisenriemen
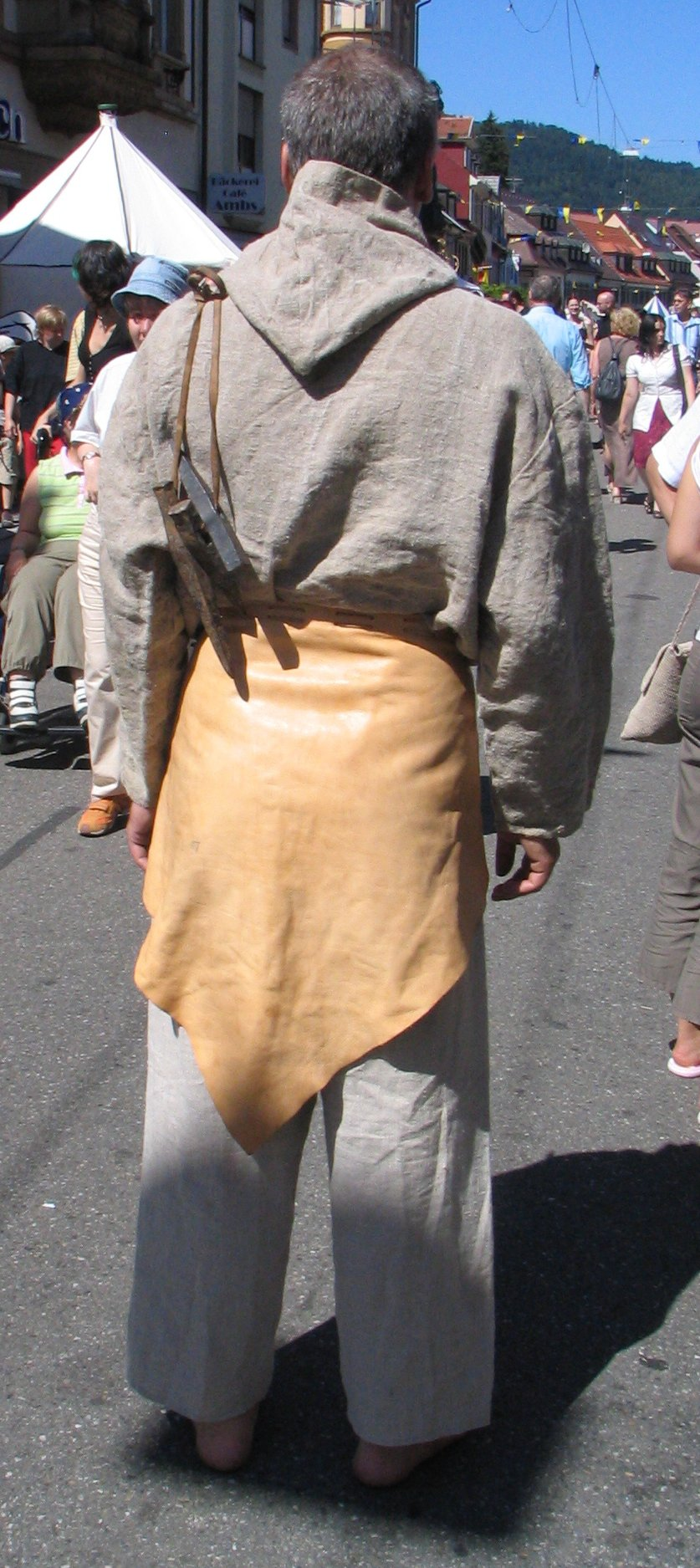
Detail: Vier von acht Bergeisen an Lederriemen
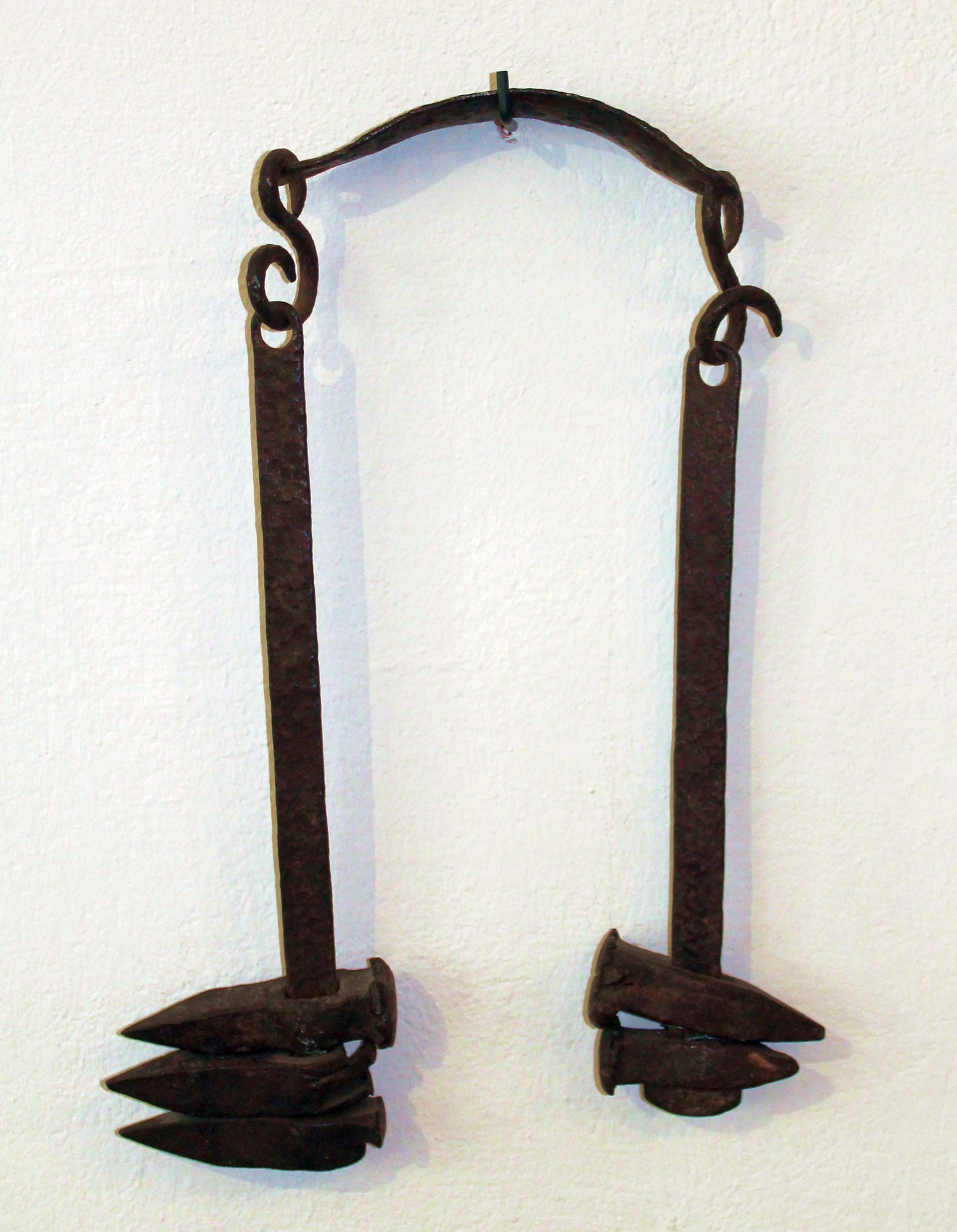
Ein Eisenriemen
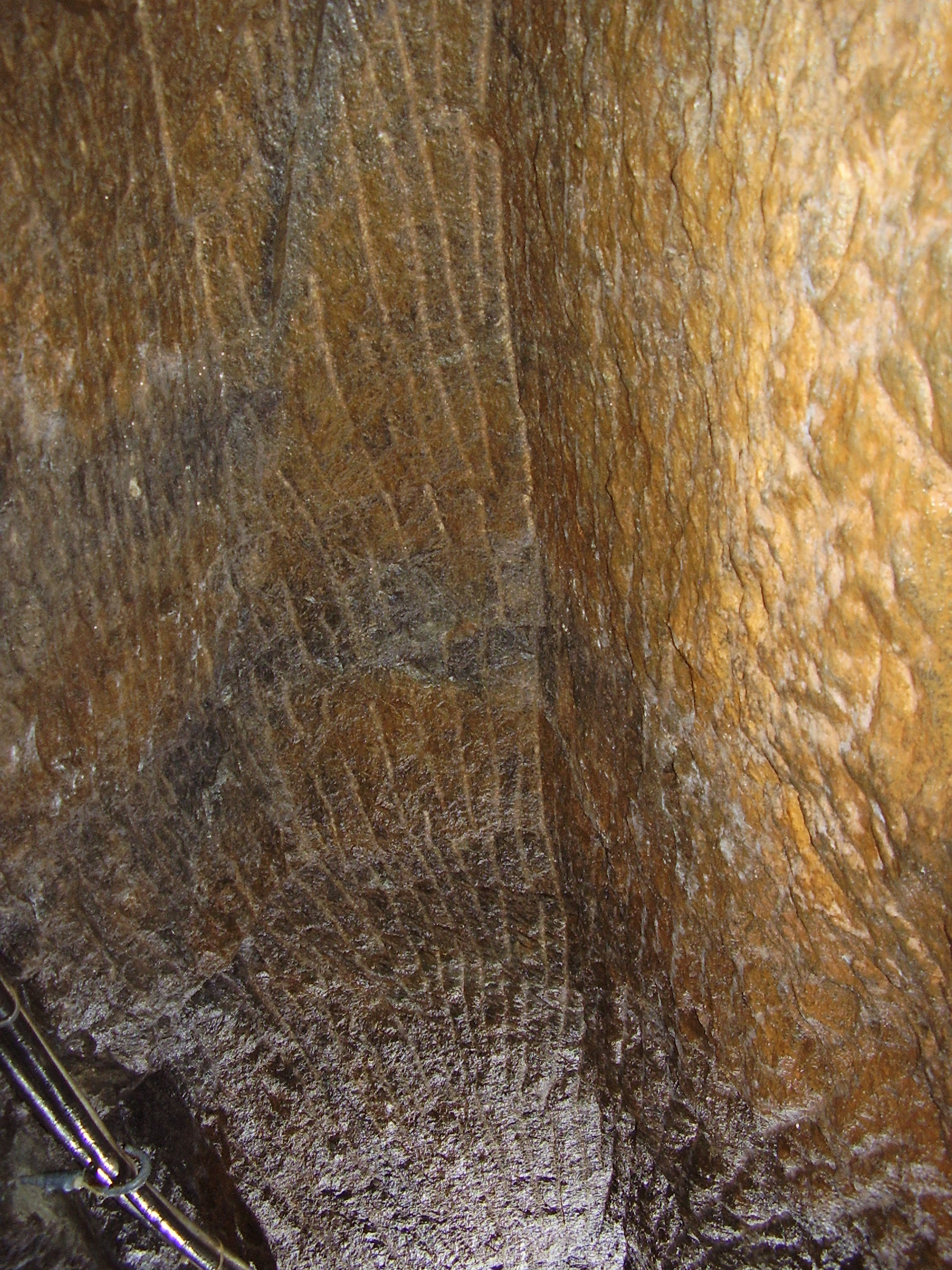
Geschlägelte Firste mit Prunen
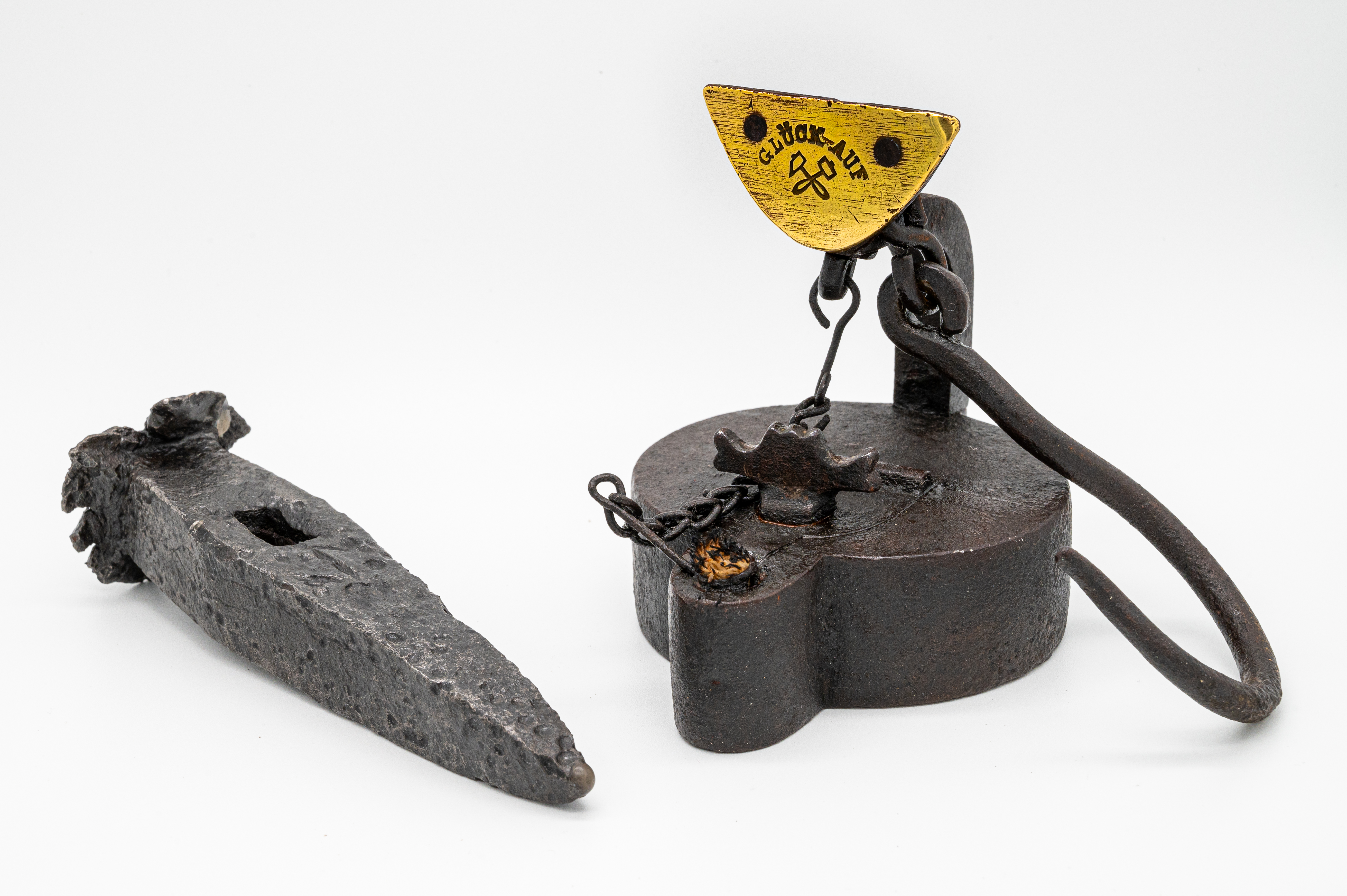
Bergeisen 15. Jahrhundert (Herkunft: Bergbau Schwaz in Tirol) und Froschlampe (Herkunft Moselraum)

Entsprechend der bergmännischen Terminologie gehören Schlägel und Eisen zum Gezähe des Bergmanns.
- Der Schlägel (auch: Schlegel) ist ein Schlaghammer mit viereckigem Querschnitt und hölzernem Stiel – er ist ein Fäustel (Fausthammer), oder ein größerer Päuschel (Stößel)[1].
- Das Bergeisen ist ein etwa 15 cm langes und 2 cm breites keil- oder meißelartiges Werkzeug. Die Spitze heißt Örtchen, die Schlagfläche Bahn. Das Eisen hat in der Mitte ein Auge, in welches der Stiel (Helm) gesteckt wird. Der Helm ist im Auge nicht fest verkeilt, sondern nur relativ locker eingesteckt und ragt – wie es im Symbol erkennbar ist – über das Spitzeisen hinaus. So kann es leicht vom Stiel getrennt und nicht nur tiefer in eine Kluft eindringen, sondern auch ein neues Eisen aufgesteckt werden. Das war während einer Arbeitsschicht mehrmals nötig, denn das Spitzeisen wurde schnell stumpf. Daher nahm der Bergmann stets mehrere Eisen zur Arbeit mit, die nach der Schicht in der Bergschmiede wieder geschärft wurden. Zum Transport diente ihm der Eisenriemen, der früher tatsächlich ein Lederriemen war, in späterer Zeit, etwa zu Beginn des 17. Jahrhunderts, aber als zwei Flacheisen mit einem Tragejoch ausgebildet wurde. Die Bezeichnung Eisenriemen blieb.[2] Die sich in festem Gestein herausbildenden Bearbeitungsspuren werden Prunen (auch: Brunen oder Brunnen) genannt.[3]

Für die Arbeit im Abbaubereich wurden auch andere Werkzeuge, wie z. B. Keilhauen, verwendet, um weicheres Erz oder Quarz loszuschlagen. Im Englischen (hammer and pick) wird auf die Spitzhacke (pick) Bezug genommen, präziser wäre die zweiflächige Haue gemeint (Flügeleisen), während das deutsche Symbol zwei verschiedene hammerartige Werkzeuge zeigt, wobei das eine (das Eisen) auch als das Steinbeil – präziser: die Fläche mit querstehender Klinge in Form der Dexel – des Steinmetzen gesehen werden kann. Andere Abbildungsvarianten zeigen ein Spalt- oder Treibeisen, einen Setzhammer, ein Werkzeug mit Bahn und Finne – auf die Bahn schlägt man mit dem Hammer, um die Schneide in den Stein zu treiben. Welche Form verwendet wird, hängt vom lokalen Gebirge ab.
Schlägel und Eisen wurden früher im Bergbau verwendet. Diese Handarbeit war über Jahrhunderte die einzig dauerhafte Technik zum Vortrieb von Stollen, Strecken und Schächten durch das feste Gestein. Erst im 17. Jahrhundert verdrängte das Schießen mit Schwarzpulver diese Handarbeit.

Verschiedenartige Eisen in Wappen
Berggießhübel, Erzgebirge/ Elbsandsteingebirge: Magneteisenerz in kompakten Gesteinen
Schladming, Niedere Tauern: Buntmetallerze in spaltbaren Schiefern/Kalken
Kupferberg, Frankenwald und Fichtelgebirge: Kupfer in Schiefern (Stößel und Kupferhammer stark bossiert)
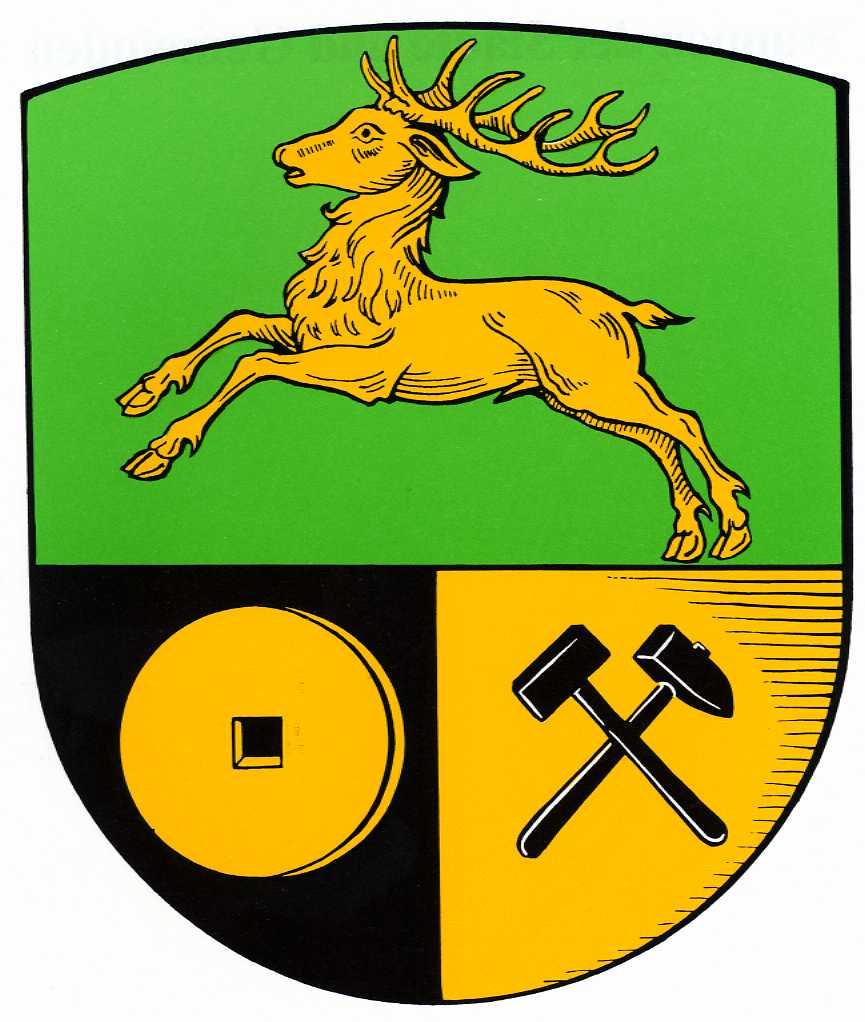
Barsinghausen, Deister: Sandsteine als Werkstein
Historischer Steinkohlebergbau in Gelsenkirchen und anderen Städten des Ruhrgebiets
Kaub Schieferbergbau insbesondere der Grube Wilhelm-Erbstollen
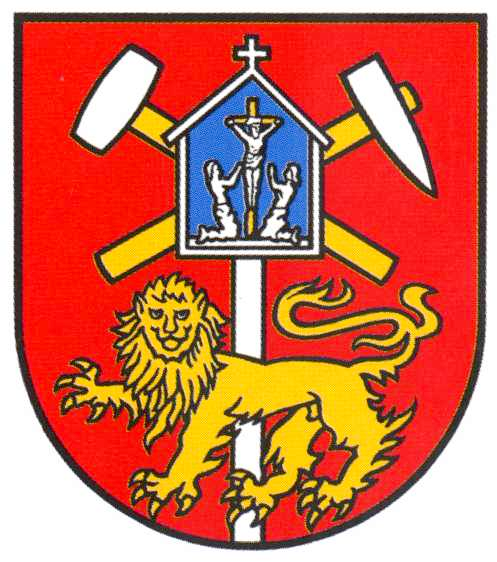
Historischer Silbererzbergbau in Clausthal-Zellerfeld im Harz, Niedersachsen
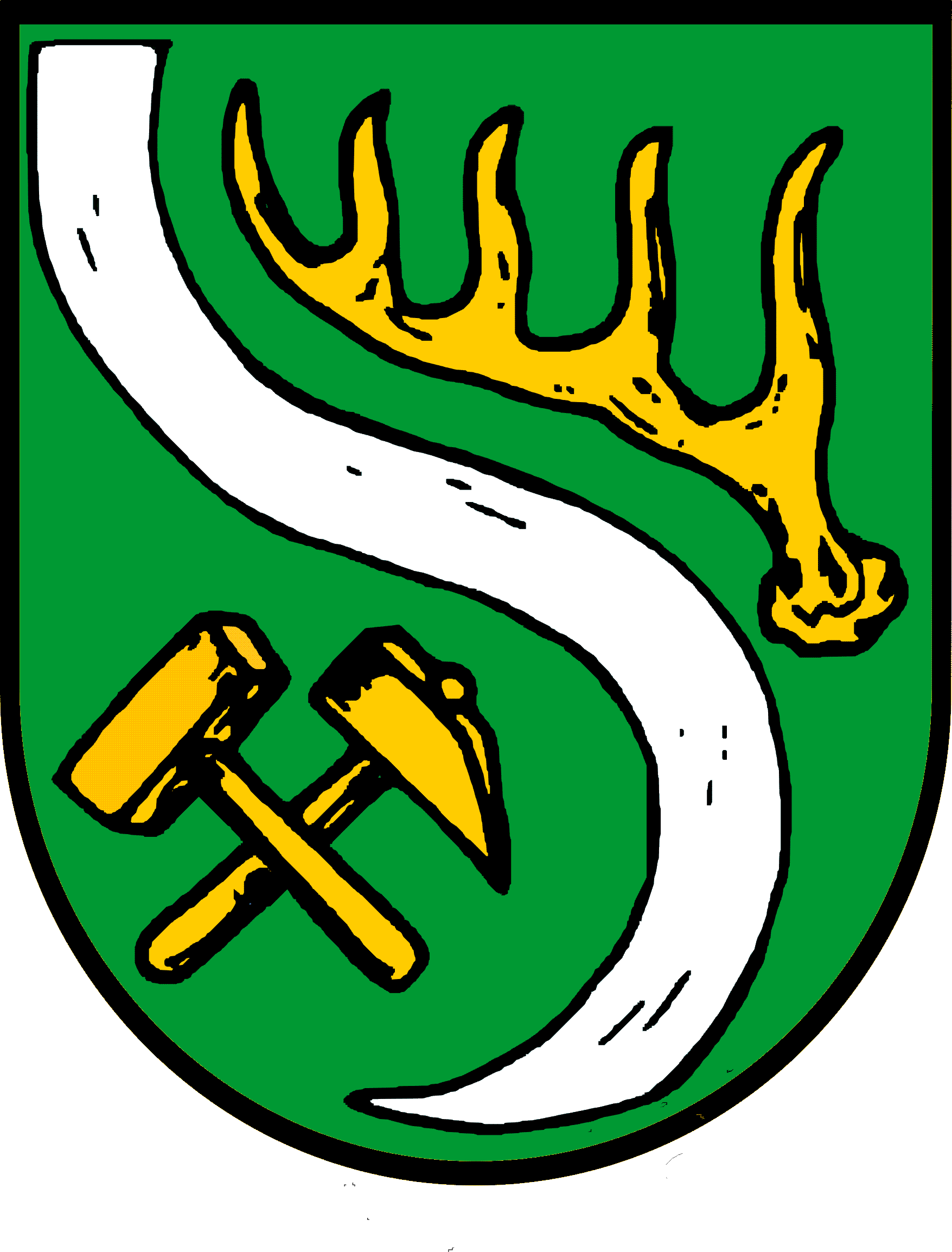
Forst und Bergbau in Sieber (Herzberg am Harz), Landkreis Göttingen
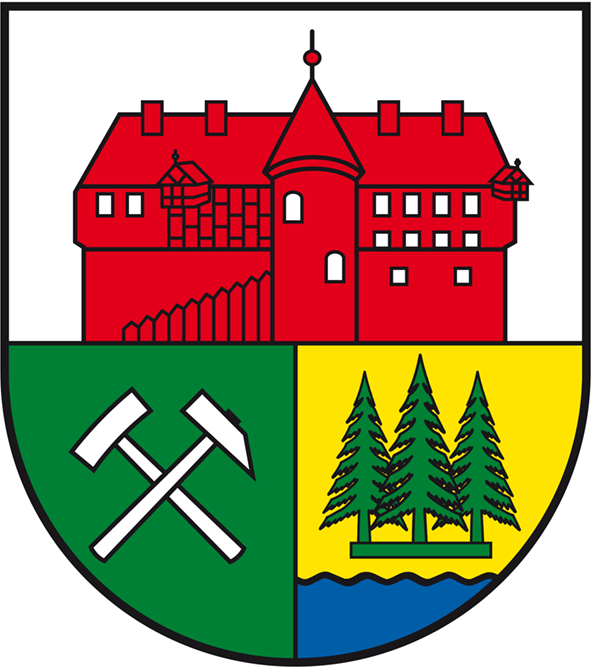
Geschichte, Bergbau und Natur in Stiege, Sachsen-Anhalt
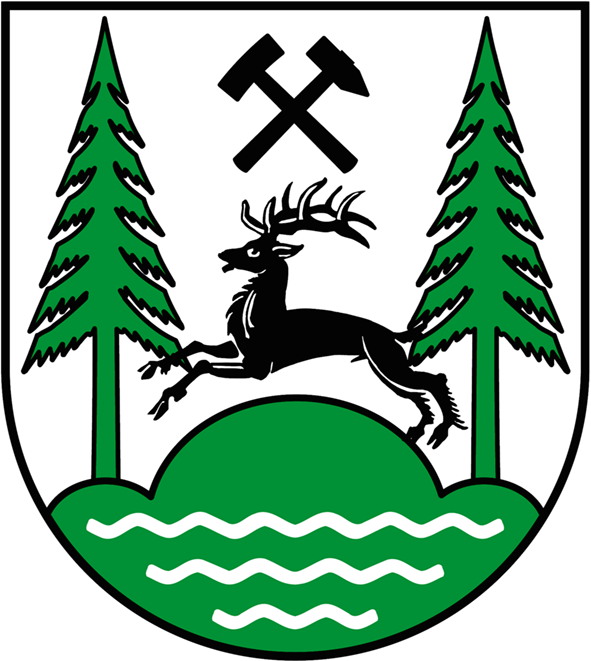
Die Stadt Oberharz am Brocken im Landkreis Harz wurde erst 2010 gegründet
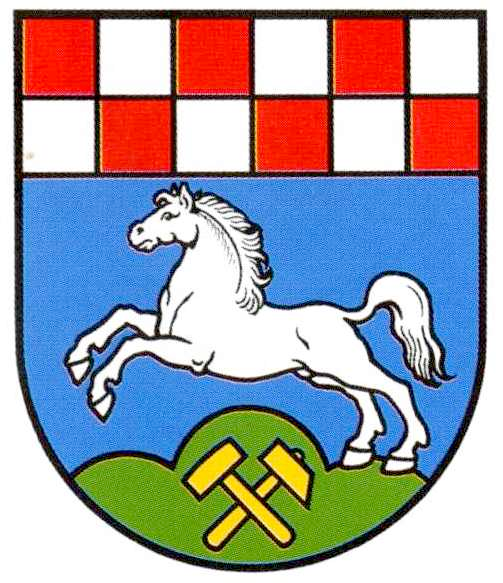
Gemeindewappen von Zorge (Walkenried) im Landkreis Göttingen
Bergstadt Oberwiesenthal im Erzgebirgskreis (Sachsen)
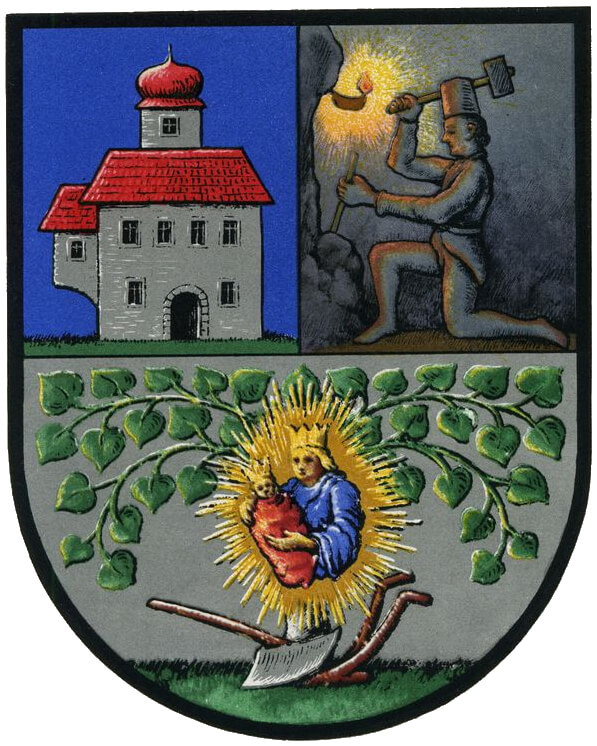
Kohlebergbau in Maria Lankowitz (AUT) (Version bis 2014)
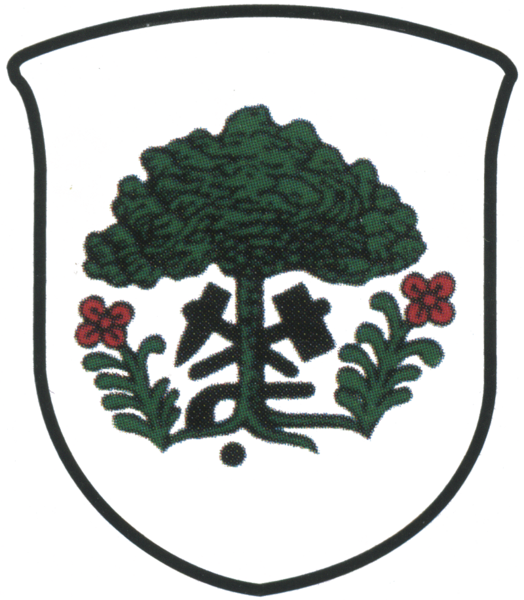
Wappeneiche und Rodehacke im Wappen von Schönheide im Erzgebirge

## Das Symbol
Seit der ersten Hälfte des 16. Jahrhunderts ist es als Bergmannswappen gebräuchlich, in dem die beiden Werkzeuge in der Form eines Andreaskreuzes angeordnet sind, und zwar so, wie sie der Bergmann nach der Arbeit ablegen würde: Das in der linken Hand gehaltene Eisen ist mit dem Griffholz nach links und dem Spitzeisen nach rechts ausgerichtet, und der mit der rechten Hand geführte Schlägel, mit dem das Eisen auf das loszubrechende Gestein geschlagen wird, weist mit dem Stiel nach rechts und dem Kopf nach links oben.
In dieser Anordnung liegen die Werkzeuge griffbereit und der Schlägelholm zur rechten Hand des Rechtshänders hin. Das Überkreuzen der Holme macht das Werkzeugpaar sicherer durch Tasten – auch im Dunkeln – auffindbar; auf Wappen ist uneinheitlich dargestellt, welches der beiden zuoberst liegt.
In Deutschland ist die Gestaltung in DIN 21800:1989-06 in Form von Maßtabellen festgelegt.
In Unicode ist das Zeichen ⚒ U+2692 HAMMER AND PICK (Unicode-Block Verschiedene Symbole) vorhanden.

## Verwendung

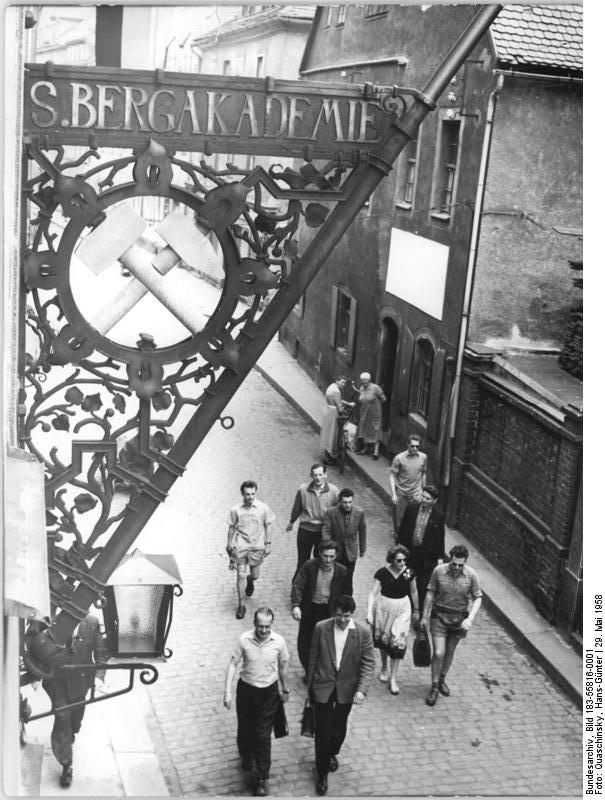
Fahnenstange am Hauptgebäude der Bergakademie Freiberg (Historische Aufnahme)
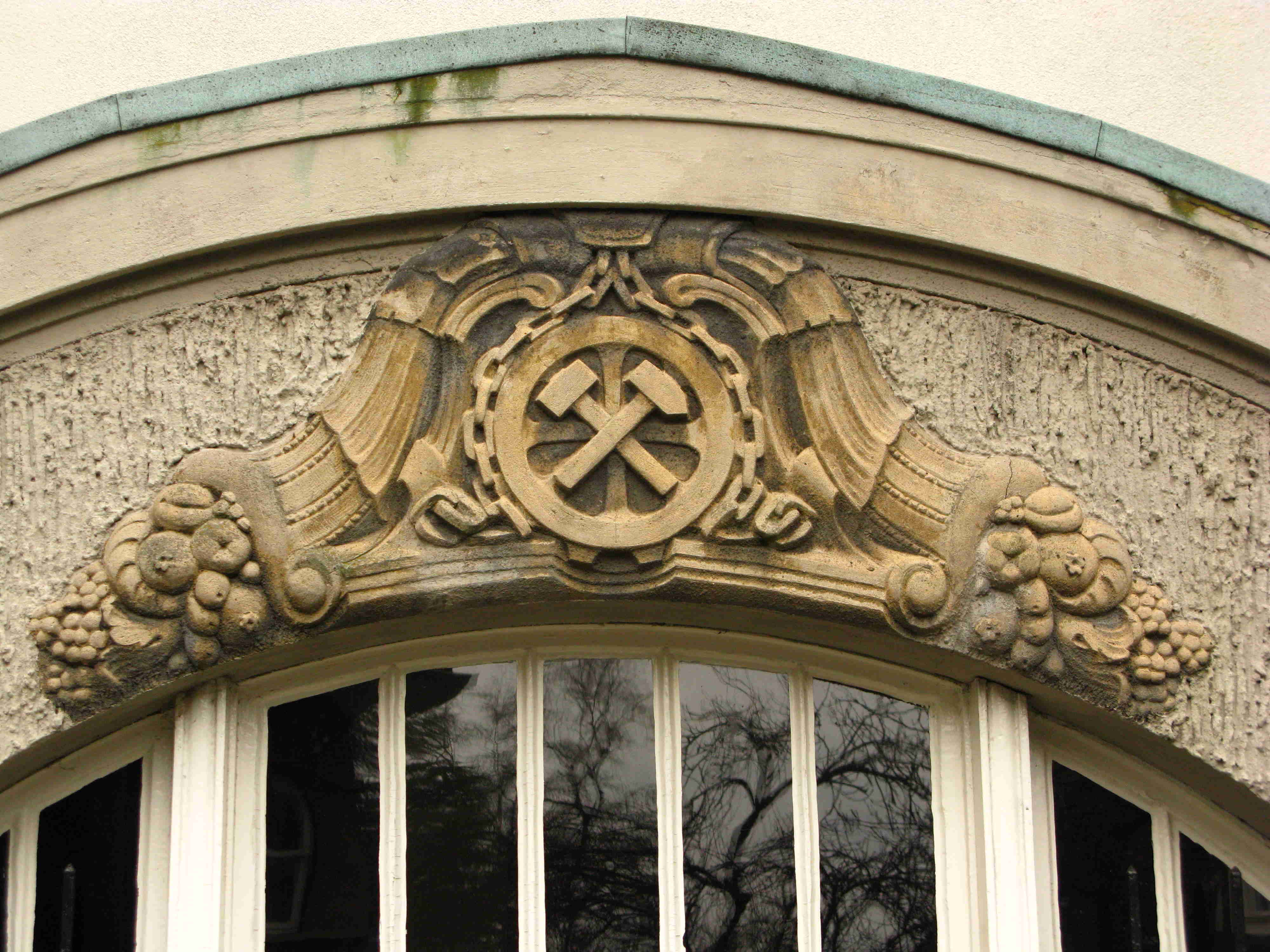
Hausschmuck in Essen, Schinkelstraße im Moltkeviertel
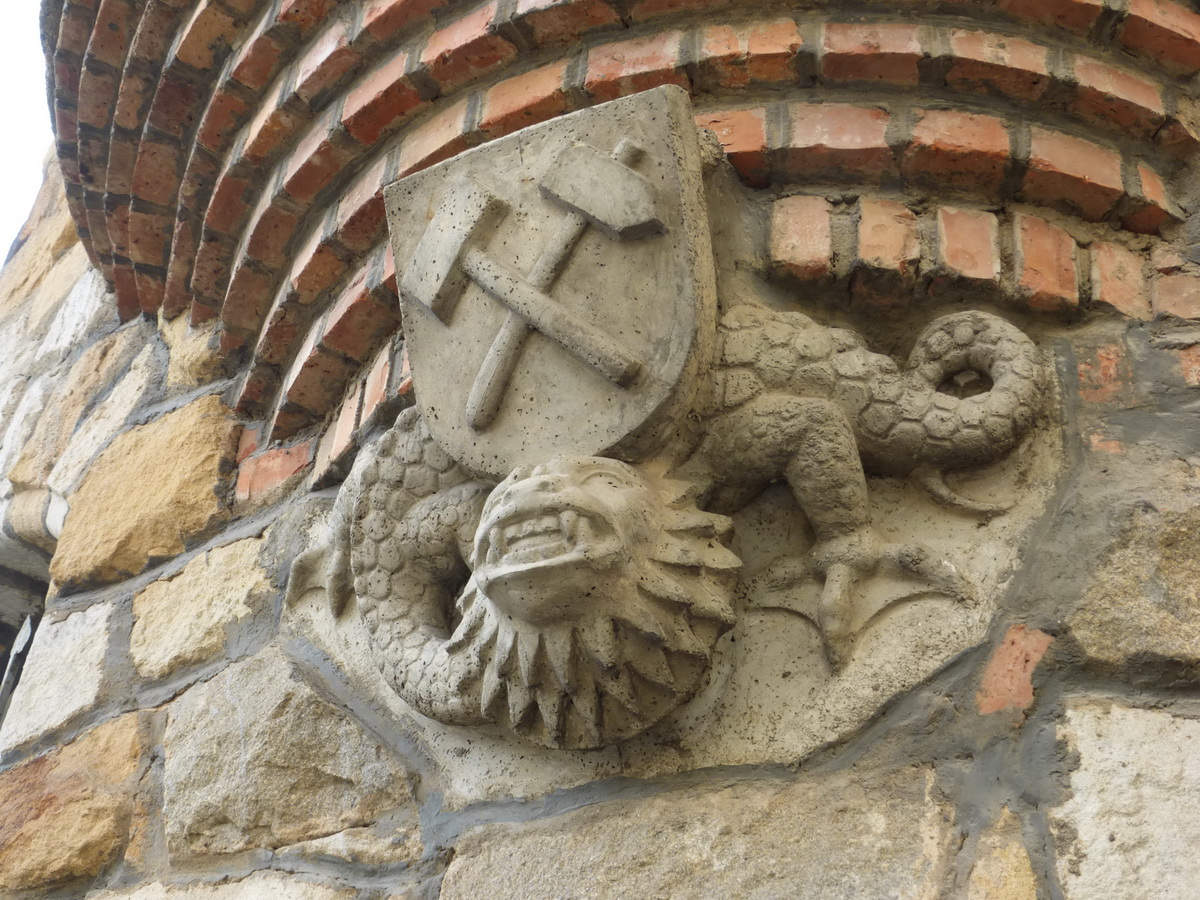
Detail am ehemaligen Verwaltungsgebäude der Bayerischen Braunkohlen-Industrie AG in Wackersdorf (Oberpfalz)
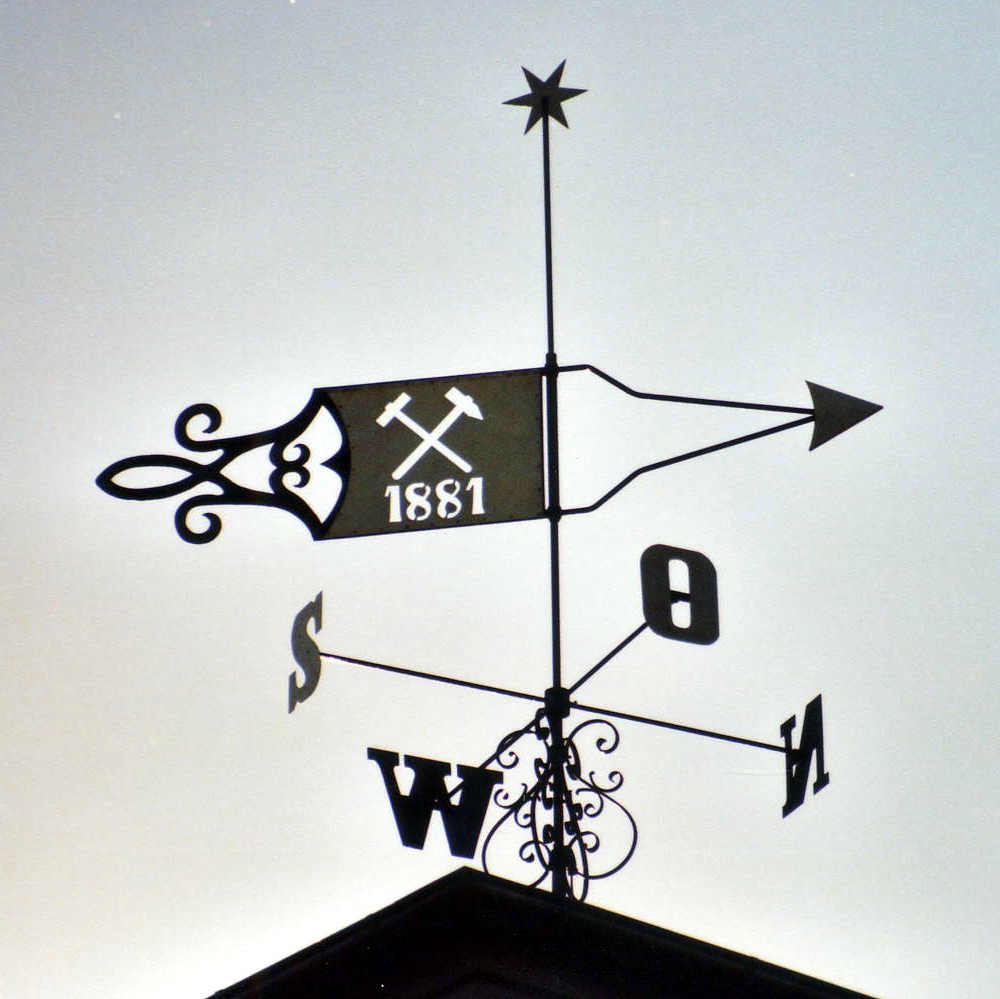
Wetterfahne der Brikettfabrik Herrmannschacht in Zeitz

### Als Symbol
Heute findet man das Zeichen in folgenden Bedeutungen:
- Es kann für Arbeit generell stehen und damit „in Betrieb“ anzeigen.
- In manchen Ländern symbolisiert es auf Verkehrszeichen die Gültigkeit „an Werktagen“.
- In Kursbüchern und anderen Fahrplänen bedeutet es, dass ein Verkehrsmittel nur an Werktagen verkehrt,[4] worunter in Deutschland nach Einführung der Fünf-Tage-Arbeitswoche weiterhin Montag bis Sonnabend verstanden wurde,[5] in anderen Ländern, z. B. in Tschechien, hingegen Montag bis Freitag.[6]
- Auf Landkarten werden durch das Zeichen Abbaugebiete, insbesondere Bergwerke oder Tagebaue symbolisiert, auf dem Kopf stehend werden „stillgelegte“ Bergwerke symbolisiert.[7]
- Es wird auch zur Charakterisierung einer Person als Angehöriger des Bergbaus im weitesten Sinne verwendet, etwa (mit nach oben gerichteten Stielen) in Todesanzeigen.

### Als Wappenbild
Schlägel und Eisen zeigen auch auf vielen Wappen die Bergbautradition der Region oder des Ortes an. Sie sind eine gemeine Figur in der Heraldik. Die Farbe ist häufig Schwarz, oder heraldisches Metall Gold und Silber.

Hövels nach DIN 21 800
Abertamy: In Silber und Gold
Bodenwöhr: Grafisch in Gold
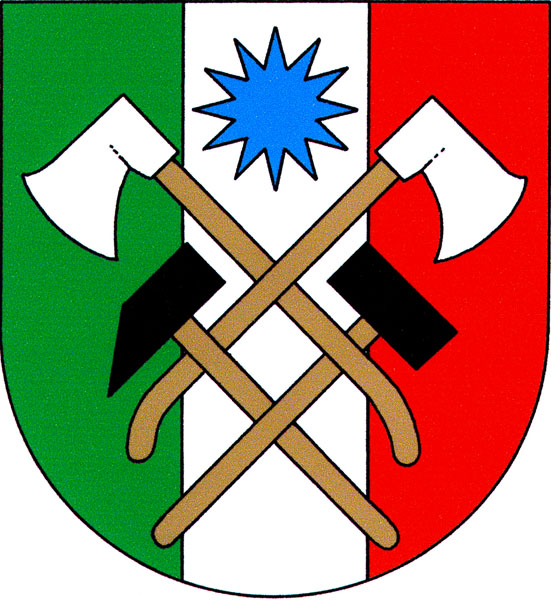
Telnice: In natürlichen Farben